# Heradion paradiseum
Heradion paradiseum là một loài nhện trong họ Zodariidae.
Loài này thuộc chi Heradion. Heradion paradiseum được Hirotsugu Ono miêu tả năm 2004.